# 明珍火箸
明珍火箸（みょうちんひばし）とは、播磨国姫路藩（現在の兵庫県姫路市）において、19世紀頃、姫路藩主である酒井家などに仕えていた明珍家（甲冑師の一族として名高い）がその技術を活かして作り始めた火箸。兵庫県指定伝統工芸品に指定されている。
火箸の型は、20種類程あり、現在代表的なものはツクシ型、ツヅミ型、ワラビ型、カワクギ型の4種類である。火箸の需要が落ちた現在では、火箸を利用して風鈴が作られている。
火箸風鈴の音に魅了された作曲家に、冨田勲とスティーヴィー・ワンダーがいる。二人とも、この音を楽曲に取り入れようとしていたが、アナログ録音ではそれが不可能であったため、一旦は使用をあきらめていたという。その後、デジタル録音が可能になったことで、冨田はこの音を再度楽曲に取り入れることにしたということで、その結果出来上がったのがNHKスペシャル『街道をゆく』のテーマ音楽である(スタジオパークからこんにちは内での冨田のコメント)。

## 明珍家

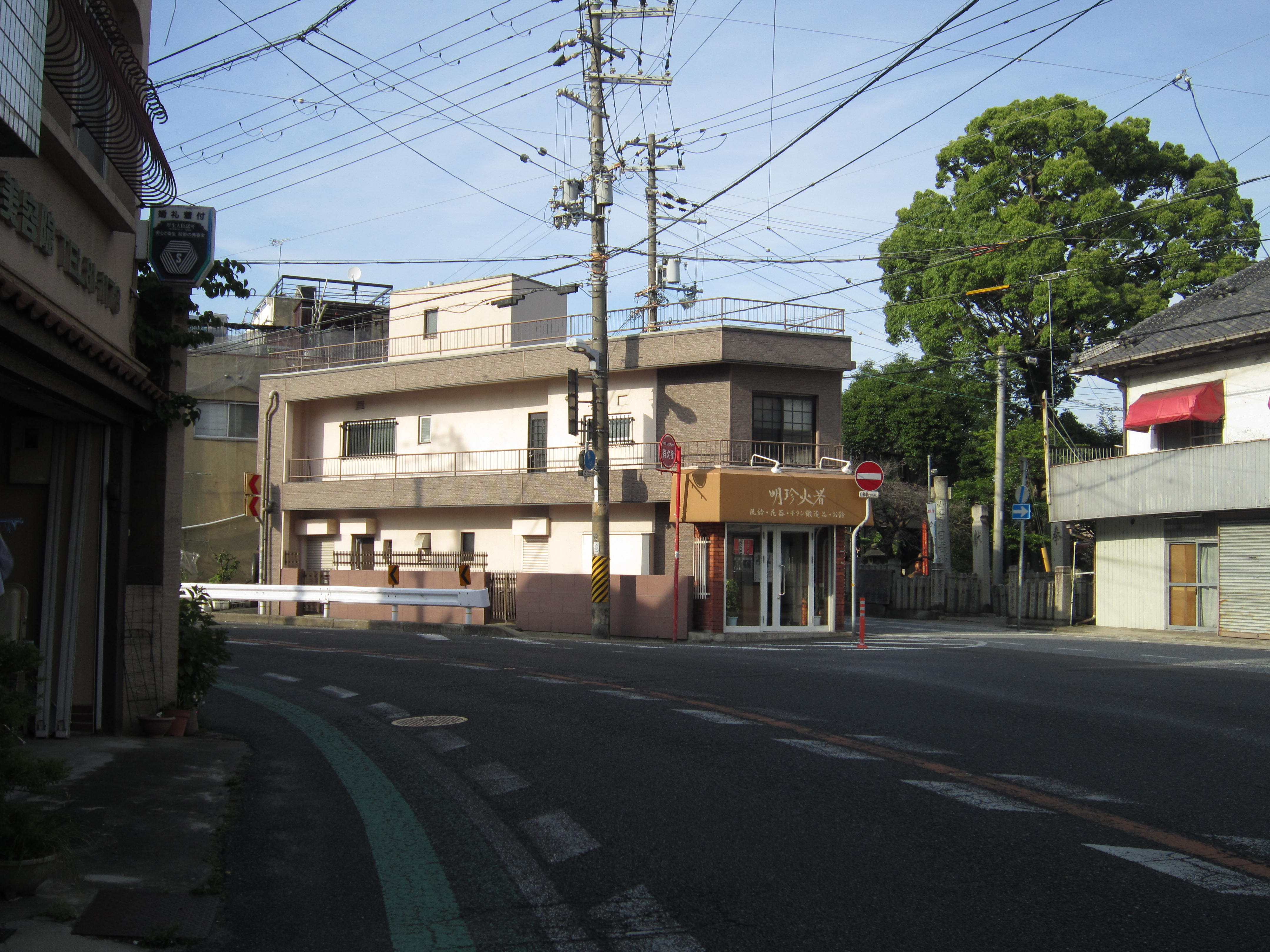
兵庫県姫路市伊伝居にある明珍火箸本舗の建物

明珍家は平安時代から職人として続く家系で、現当主は53代目となる明珍宗敬。もとは甲冑師の一族で、12世紀半ばに近衛天皇に鎧と轡を献上し、天皇より類まれなる珍器と称賛されて「明珍」の名を賜ったとされる。江戸時代に幕府大老酒井家のお抱え甲冑師となり、酒井家の転封に従い姫路に定住した。